# Теофил Александријски
Теофил Александријски (грч. Θεόφιλος) је био александријски патријарх у периоду од 385.-412. године.
По избору за патријарха Александрије, тежио је да свој примат прошири на Египат и Либију. Имао је жељу да прошири своју надлежност на читаву територију Источно римско царство, по аналогији са римским папом и Западним римским царством.
Његово управљање александријском патријаршијом обележила је оштра борба са остацима паганизма и против оригенизма. У сукобима хришћана и паган изгорела је чувена Александријска библиотека, за шта неки кривицу приписују њему, мада без доказа. Наследио га је његов нећак, Кирил Александријски.
14 канона које је саставио Теофил Александријски унети су у Канон православне цркве.

## Теофил и Јован Златоуст
Као веома амбициозан Теофил се трудио да свој утицај прошири и на Цариградску патријаршију. Након смрти Нектарија Цариградског (381-397), покушао је да на његово место постави свога кандидата. Када је, у супротности његовим плановима на то место изабран свети Јован Златоуст, Теофил је чинио све да га са тог места склони. Узео је активно учешће у интригама против Цариградске јерархије, којес у довеле до тога да Јован Златоуст два пута буде прогнан из Цариграда. Председавао је на тзв. "сабору под храст", одржаном 403. године у Халкидону на коме је, уз помоћ цара Аркадија и царице Евдоксије, свргао Јована Златоуста са места цариградског патријарха.